# Grahovačka medalja
Spomen-medalja bitke na Grahovcu 1858. godine je prva crnogorska spomen-medalja. Spomen-medalju ustanovio je knjaz Danilo I Petrović, u spomen na pobjedu nad turskom vojskom u Bitki na Grahovcu.

## Istorijat
U Krimskom ratu (1853-1856.) koji su protiv Rusije vodile Turska. Engleska i Francuska (poslije i Sardinija). Crnoj Gori je nametnuta neutralnost. Nakon završetka rata Rusija je morala prihvatiti nepovoljne odluke Pariskog mira 1856. godine, a njezin je uticaj na balkanska dešavanja oslabio. Crna Gora koja je uvijek bila vjerna Rusiji ostala je izolovana i prepuštena Turskoj, čije su pretenzije narasle. U takvoj situaciji knez Danilo je zatražio pomoć i zaštitu od Francuske i u februaru 1857. godine otputovao u Pariz. Uslijedila je oštra diplomatska borba, koja je trebala riješiti srž tursko-crnogorskog spora i definisati crnogorsko-ruske odnose na sasvim novim osnovama. Iako se francuska vlada trudila pokušavajući svojim autoritetom postići sporazum, nije uspjela jer je knez Danilo odbacio sve turske zahtjeve i predložio svoje: da se Bosna i Hercegovina pripoje Crnoj Gori. a Turska se ne smije miješati u unutrašnje poslove Crne Gore, koja ima pravo držati vojsku kakvu hoće. Pregovori su propali, ali je Danilo svojim držanjem impresionirao sve prisutne. Nakon toga francuska je vlada obećala Crnoj Gori znatnu godišnju novčanu potporu. Danilovo pregovaranje s Francuzima izazvalo je opoziciju u Crnoj Gori koja ga je optuživala zbog "frankofilske politike". Knežev položaj ugrožavali su konzervativci, tradicionalno odani Rusiji. Danilo je znao da može uspostaviti kneževski autoritet i nacionalno jedinstvo već provjerenim načinom: organizovanjem vojne akcije protiv Turaka. S hercegovačkim harambašom Lukom Vukalovićem i njegovim pristašama počeo je borbu protiv Turaka u Hercegovini. Porti nije bilo stalo do rata, ali ga više nije mogla izbjeći. Potkraj april 1858. godine jaka turska vojska pod vodstvom Husein-paše krenula je iz Trebinja prema Grahovu. Došla je bez problema do Grahovskog polja i 6. maja zauzela visoravan Grahovac, važnu stratešku tačku, gdje se utvrdila. Knez Danilo odlučno se suprotstavio Turcima sa oko 5000 vojnika, šest topova i 800 momaka svoje garde. Glavni komandant crnogorske vojske bio je Danilov brat vojvoda Mirko. On je podijelio borce u tri grupe. Prvom je komandovao vojvoda Petar Vuković drugom vojvoda Ivo Radonjić, a trećom vojvoda Petar Filipović. Hercegovački ustanici djelomično su raspoređeni u spomenute grupe, ali je većina predviđena za gerilsko ratovanje u pozadini turskih snaga. Ujutro 7. maja prethodnica odreda Petra Vukovića počela je borhu s Turcima. Borba prsa u prsa trajala je cijeli dan; poginulo je oko 500 Crnogoraca. Borbe su nastavljene sutradan. Nakon uspješnog napadu na tursku komoru. Husein-paša je ostavši bez hrane i municije, naredio 13. maja povlačenje iz Grahovca prema Klobuku . Namjeravao se tamo opskrbiti i odmah vratiti. Međutim, Crnogorci su napali na tursku vojsku svom snagom. Nakon četverosatne borbe Turci više nisu mogli izdržati, a njihova se vojska raspala i razbježala u panici. Prema austrijskim izvještajima, Crnogorci su zaplijenili 7 topova, 6000 pušaka, 150 šatora, 2000 konja i 10.000 oka municije. Turci su imali 432 poginula i ranjena, u Crnogorci oko 2000. Bitka na Grahovcu jedna je od najslavnijih crnogorskih pobjedu u vjekovnoj borbi protiv Turaka. Onu je osim toga imala i veliki politički odjek u Evropi. Evropske su se sile zauzele za Crnu Goru. Na konferenciji u Istambulu 1858. godine sastavljena je komisija za razgraničenje između Turske i Crne Gore. Komisiju je završila sa radom iduće godine, a protokol o razgraničenju potpisan je tek u aprilu 1860. godine. Kneževina Crna Gora dobila je nove teritorije: Grahovo, Rudine, Nikšićku župu i Gornje Vusojeviće. U povodu pobjede na Grahovcu osnovao je Danilo prvu crnogorsku vojnu spomenicu. Prve medalje podijeljene su u avgustu 1859. godine, prilikom krštenja Danilove kćerke Olge, istaknutim učesnicima grahovačke bitke. Nezna se ko je autor medalje ni gdje je iskovana.

## Izgled
Grahovačka medalja kovana je od srebra. Na licu se nalaze simetrično složeni ratni trofeji: zaplijenjene turske zastave, puške, topovi, topovske kugle i bubnjevi. Okolo uz rub je natpis: 3A ЮHAHKV ПOБѢДУ ОДРЖАНУ НАДЪ  ТУРЦЪМА. Na naličju, unutar vijenca od hrastove (lijevo ) i lovorove (desno) grančice, nalazi se krst. a ispod njega natpis u tri reda: ГРАХОВАЦ/ 1. MAЯ / 1858. Uokolo uz rub je natpis: ДАНИЛЬ И KHЯАЬ ЦРНО-ГОРСКИ. Iznad medalje nalazi se ovalni lovorov vijenac sa kuglastom ušicom, kroz koju je provučena okrugla karika za nošenje trokutaste trake. Traka je u početku bila crveno-plavo-bijele boje, a krajem 19. vijeka zamijenjena je crvenom sa bijelim prugama sa strane.